# Los Estudiantes (Hermandad)
Die Hermandad de Los Estudiantes ist eine sevillanische Büßerbruderschaft. Im Rahmen der Semana Santa führt sie am Dienstag der Karwoche ihre Prozession durch.

## Allgemeine Daten
| Gängige Bezeichnung | Los Estudiantes (die Studenten) |
| Vollständiger Name  | Pontificia, Patriarcal e Ilustrísima Hermandad y Archcofradía de Nazarenos del Santísimo Cristo de la Buena Muerte y María Santísima de la Angustia |
| Gegründet           | 1924 |
| Stadtviertel        | Centro (Fábrica de Tabacos) |

## Die Prozession

Paso del Cristo: Cristo de la Buena Muerte

Rund 1.400 Nazarenos nehmen an der Prozession von Los Estudiantes teil. Die Túnica ist schwarz. Aufgrund der relativen Nähe zur Kathedrale benötigt diese Bruderschaft nur rund sieben Stunden für die gesamte Prozession.

## Pasos
Die Pasos, die in den Prozessionen von Los Estudiantes zu sehen sind, sind folgende:
- Paso del Cristo: Cristo de la Buena Muerte, Werk von Juan Mesa im Jahre 1620
- Paso de la Virgen: María Santísima de la Angustia, vermutlich aus dem 19. Jahrhundert, Juan de Astorga zugeschrieben

## Besonderheiten

Paso de la Virgen: María Santísima de la Angustia

Wie der Name der Bruderschaft schon andeutet, sind Los Estudiantes im akademischen Umfeld entstanden und der Universität von Sevilla verbunden. Deren Rektor ist hermano mayor („ältester Bruder“, so viel wie: Vorsitzender) ehrenhalber der Hermandad und ihre Kapelle befindet sich im Rektorat.
Daher führt die Prozession neben den üblichen Insignien eine Besonderheit mit sich: die einzelnen Fakultäten der Universität sind durch Fahnen vertreten, die von Nazarenos getragen werden.

Die Fahne der naturwissenschaftlichen Fakultät